# Nocardia nova
Espèce
Nocardia nova est une espèce de bactéries  de la famille des Nocardiaceae.

## Taxonomie
Le nom correct complet (avec auteur) de ce taxon est Nocardia nova Tsukamura 1983. Cette espèce a en réalité été décrite en 1982 par la publication de l'article dans Microbiology & Immunology mais validée par l'ICSP en 1983.

### Étymologie
L'étymologie du nom spécifique de N. nova est la suivante : no.va. L. fem. adj. nova, nouveau.